# Wolf Creek (Utah)
Wolf Creek est une census-designated place du comté de Weber, dans l'État de l'Utah, aux États-Unis. En 2020, elle compte une population de 1 645 habitants.